# Viévy
Viévy es una localidad y comuna de Francia, en la región de Borgoña, departamento de Côte-d'Or, en el distrito de Beaune y cantón de Arnay-le-Duc. Está integrada en la Communauté de communes du Pays d'Arnay.

## Demografía
Su población en el censo de 1999 era de 347 habitantes.
| 615 | 582 | 483 | 443 | 352 | 347 |
| Para los censos de 1962 a 1999 la población legal corresponde a la población sin duplicidades (Fuente: INSEE [Consultar]) |     |     |     |     |     |